# الحديقة اليابانية (سنغافورة)
الحديقة اليابانية (باليابانية: 日本庭園)، هي متنزه وحديقة يابانية تقع في منطقة جورونغ إيست [الإنجليزية] في سنغافورة. شُيدت الحديقة سنة 1974 من قبل شركة جي تي سي كوربوريشن [الإنجليزية]، وتمتد على مساحة إجمالية تبلغ 13.5 هكتار (135,000 م2).
بُنيت الحديقة على جزيرة اصطناعية في بحيرة جورونغ [الإنجليزية]، وهي مُتصلة بجزيرة الحديقة الصينية [الإنجليزية] المُجاورة عبر جسر يُدعى جسر الجمال المزدوج. تُعرف الحديقتان معًا باسم حدائق جورونغ (بالإنجليزية: Jurong Gardens)‏.

## تصميم الحديقة
فبينما صُممت الحديقة الصينية لتكون مُثيرة بصريًا، صُممت الحديقة اليابانية على نمط يتميز بالهدوء. اعتُمد في تصميم الحديقة على أساليب ترجع لفترتين مُهمتين من تاريخ اليابان، هُما فترة موروماتشي من 1392 إلى 1568 وفترة أزوتشي موموياما من 1568 إلى 1615.

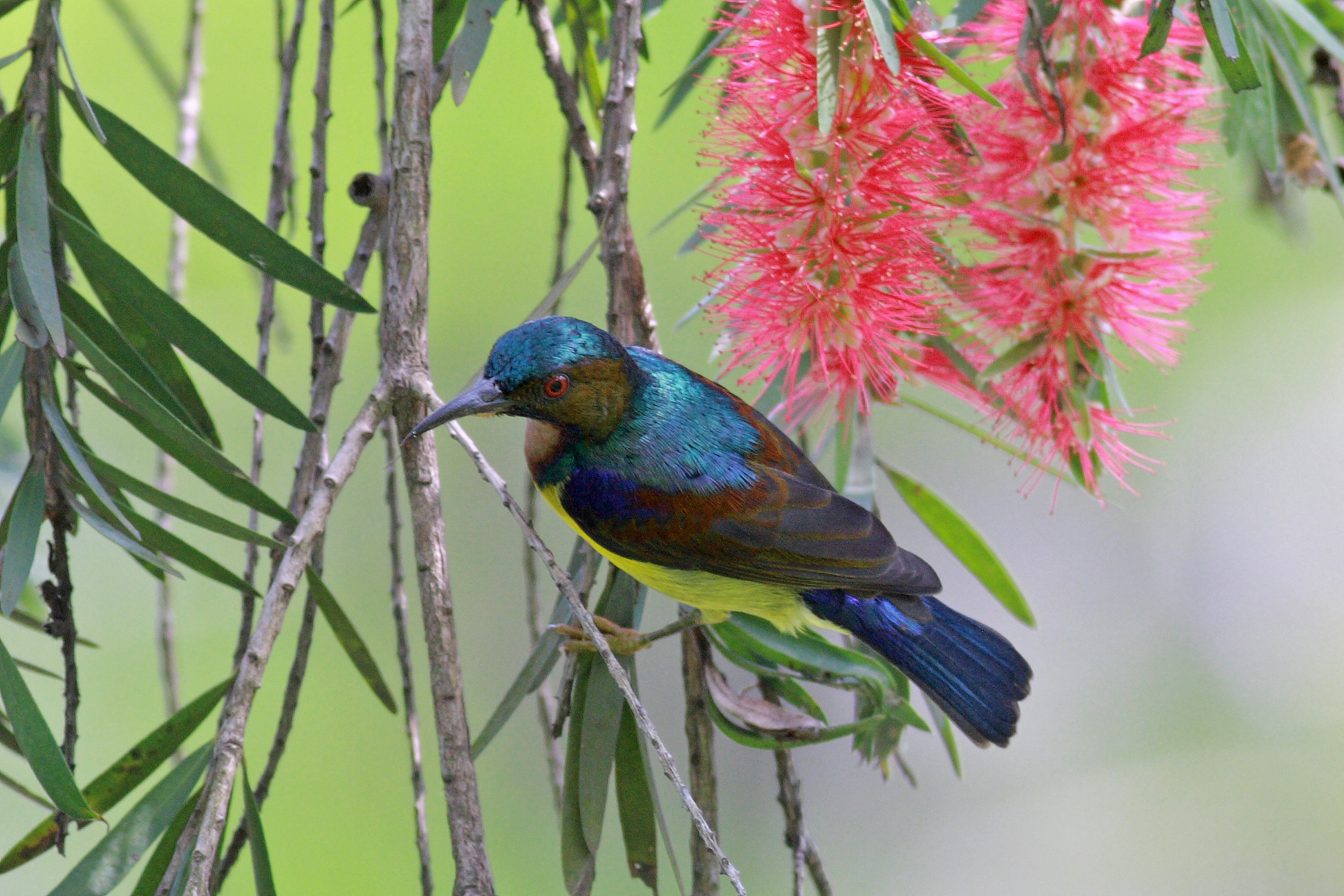
صورة لطائر من فصيلة التميريات داخل الحديقة اليابانية.

تتواجد في الحديقة أيضا جسور تقليدية مُقوسة و10 فوانيس حجرية ومنزل تقليدي ودار استراحة وبرك وأرصفة من الحصى المُتكسر، وكُل هذه الأمور يتميز بها الطراز الياباني التقليدي.
يتواجد بالحديقة مُتحف تورتل آند تورتواز (بالإنجليزية: Turtle & Tortoise Museum)‏، إضافة لتواجد واحدة من 10 ساعات شمسية مُنتشرة على كامل أرجاء سنغافورة غرضها تعزيز الاهتمام بالعلوم. يمثل الكوكب الموجود في الحديقة اليابانية كوكب الزهرة، بينما يُمثل الكوكب الموجود في الحديقة الصينية كوكب الأرض. يمكن أيضا لزائر الحديقة رؤية سحالي الشاشة الكبيرة وهي تتجول في منطقة البرك المليئة بأسماك الكوي.
تُعتبر الاحتفالات الثقافية المُصاحبة مثلا لاحتفالات السنة الصينية الجديدة (عادة يناير/فبراير)، ومهرجان منتصف الخريف (عادة سبتمبر/أكتوبر)، أفضل الأوقات لزيارة الحديقة.

## أنظر أيضا
- جغرافيا سنغافورة
- العلاقات اليابانية السنغافورية

## وصلات خارجية
- الموقع الرسمي لحدائق بُحيرة جورونغ